# Frente Nacional para la Liberación de Siria
El Frente Nacional para la Liberación de Siria (en árabe: جبهة الوطنية لتحرير سوريا ) es una alianza rebelde creada en el suroeste de Siria y que participa en la guerra civil que se desarrolla en ese país. Fue formado por 11 grupos rebeldes el 22 de julio de 2017 como una "unidad nacional, militar y política unificada" en la región.
El 16 de agosto de 2017, Muhammad Sufian Hassan, comandante de la División Dawn of Unity, fue nombrado comandante del Frente Nacional para la Liberación de Siria.

## Ideología
En su declaración de formación, el grupo apoyó el "derecho a la autodeterminación " del pueblo sirio y rechazó ideas que "contradicen los intereses de la revolución". También rechazó la participación extranjera en la guerra civil siria que no concuerde con los objetivos del grupo, y pidió a todas las milicias de la oposición y los cuerpos políticos de la región que se unan. Varias de las unidades del grupo formaban parte del Frente Sur.